# Джейн Вульф
Джейн Вульф (англ. Jane Wolfe; нар. 21 березня 1875 — пом. 29 березня 1958) — американська кіноакторка епохи німого кіно.

## Ранні роки
Вульф народилася в Санкт-Петербурзі, штат Пенсільванія 21 березня 1875 року. Молода дівчина приїхала в Нью-Йорк, прагнучи зробити кар'єру в театрі, але незабаром захопилася кіноіндустрією.

## Кар'єра
Вона дебютувала в кіно в 1910 році у віці 35 років з Kalem Studios у фільмі «Хлопець з старої Ірландії» під керівництвом Сідні Олкотта.
В 1911 році Вульф була частиною команди Kalem Company в Нью-Йорку, який переїхав в Лос-Анджелес, штат Каліфорнія. Вона пішла з компанії, щоб стати однією з провідних акторок десятиліття, з'являючись в понад ста фільмах, включаючи другорядну роль у фільмі 1917 року «Ребекка з ферми Саннібрук» з Мері Пікфорд в головній ролі.

## Пізні роки
Після 1920 року вона не з'являється на екрані протягом 17 років, а в 1937 році Джейн Вульф отримала маленьку роль у вестерні «Під чужими знаменами».
Джейн Вульф померла у Глендейлі, штат Каліфорнія 29 березня 1958 року, через вісім днів після її 83-го дня народження.

## Вибрана фільмографія
- 1910: Хлопець з старої Ірландії / A Lad from Old Ireland — Елсі Мирон, американська спадкоємиця
- 1915: Чорні дрозди / Blackbirds — графиня Марофф
- 1915: Не випускай з уваги / The Wild Goose Chase — незначна роль
- 1916: Простак Вільсон / Pudd'nhead Wilson — Роксі
- 1916: Чоловік на тисячу доларів / The Thousand-Dollar Husband — незначна роль
- 1917: На записі / On Record
- 1917: Ребекка з ферми Саннібрук / Rebecca of Sunnybrook Farm — місіс Ренделл
- 1918: Менше, ніж родич / Less Than Kin — Марія
- 1920: Шість кращих погребів / The Six Best Cellars — Вірджинія Джаспер
- 1920: Навіщо міняти дружину? / Why Change Your Wife? — клієнтка
- 1920: Ось моя дружина / Behold My Wife — місіс Маккензі
- 1920: Підсумок новин / The Round-Up — Джозефін
- 1920: Тринадцята заповідь / The Thirteenth Commandment — місіс Чіввіс
- 1937: Під чужими знаменами / Under Strange Flags — місіс Кеньон